# Дебют (шашки)
Дебю́т, устаревшее — начало (калька с фр. début — начало) — начальная стадия шашечной партии. За ним идет миттельшпиль (середина игры), и затем — эндшпиль. В русских шашках понятие дебюта не формализовано количеством ходов и возможен случай, что дебютный вариант переходит в глубокий миттельшпиль и в эндшпиль. В силу большого теоретического исследования дебютов в русских шашках применяются системы игры с летающими шашками («леталки»), с жеребьевкой начальных ходов. Еще больше роль теоретических знаний в чекерсе, где разыгрываются отдельные титулы чемпионов мира: по классической системе и с жеребьевкой трех ходов. Международные шашки отличаются затяжной стадией дебюта — 10-15 ходов не редкость.

## Классификация дебютов
Дебюты обычно называют по характерным построениям (кол, косяк и другие) или по фамилиям аналитиков, впервые проработавших данное начало (игра Бодянского, Игра Сидлина — Семёнова и другие).
По корректности дебюты делятся на корректные и ловушечные.
Также принято выделять гамбиты — дебюты, в которых ради инициативы жертвуется шашка.

## Стратегии в дебюте
При розыгрыше дебюта ставятся следующие задачи: захват центра, захват инициативы, своевременное развитие без переразвития.